# 安东尼林鼠
安氏林鼠（学名：Neotoma bryanti anthonyi），是墨西哥的托多斯桑托斯岛特有及灭绝的一种鼠类。它们是布氏林鼠的一个亚种。
最后一次见到它们是于1926年，其灭绝的原因是家猫的入侵和过度捕食。